# The Spirit’s in It
The Spirit’s in It ist das fünfte Album der US-amerikanischen Soul-Sängerin Patti LaBelle aus dem Jahre 1981.

## Hintergrund
Nachdem die ersten vier Alben sich kommerziell nicht durchsetzen konnten, verließ Patti LaBelle das Musiklabel Epic Records und wechselte zu Philadelphia International Records, wo sie 1981 The Spirit’s in It veröffentlichte. Die bekanntesten Titel auf dem Album sind das gleichnamige Titellied, welches ein Disco-Hit wurde und die Coverversion von Judy Garlands Over the Rainbow, welches sie bereits Mitte der 1960er Jahre als Mitglied der Gruppe Patti LaBelle and the Blue Belles aufnahm. Der letztere Titel ist bis heute einer ihrer bekanntesten Titel.
Das Album erreichte in den US-Albencharts Platz 156.

## Titelliste
1. The Spirit’s in It (Womack, Kenneth Gamble) (5:50)
2. Here You Come Again (Barry Mann, Cynthia Weil) (3:02)
3. Love Lives (Cecil Womack, Leon Huff) (2:52)
4. I Fell in Love Without Warning (Leon Huff) (3:12)
5. Boats Against the Current (Eric Carman) (4:04)
6. Rocking Pneumonia and the Boogie-Woogie Flu (Huey „Piano“ Smith) (4:25)
7. Family (J.H. Smith) (4:22)
8. Shoot Him on Sight (Cynthia Biggs, Dexter Wansel) (5:31)
9. Over the Rainbow (E. Y. Harburg, Harold Arlen) (3:46)